# Tatarsk
Tatarsk (ros. Тата́рск) – miasto w obwodzie nowosybirskim w Rosji, oddalone ok. 457 km na zachód od Nowosybirska. Liczba ludności wynosiła ok. 26,1 tys. w 2007 r.
Tatarsk został założony w roku 1911. Prawa miejskie otrzymał w roku 1925.